# Мемориал Стена Памяти (Батайск)
Мемориал Стена Памяти — мемориал в городе Батайск Ростовской области.

## История
Мемориал Стена Памяти был открыт в городе Батайске Ростовской области 9 мая 2006 года. Мемориал расположен в парке имени В. И. Ленина. Создан он в память о горожанах, погибших в разные годы при исполнении воинского и интернационального долга.
В 1950-х годах в городе недалеко от кинотеатра находилась братская могила воинов, освобождавших Батайск в годы Великой Отечественной войны. Там были захоронены 996 воинов, погибших в этой войне. В 1958 году рядом с могилой был установлен памятник, который не сохранился до наших дней. Памятник представлял собой фигуры двух воинов, стоящих во весь рост. Один из воинов держал в правой руке автомат, его левая рука лежала на плече второго, находившегося в коленопреклоненном положении. Этот гипсовый памятник был высотой около двух метров.
В 1967 году рядом с могилой был установлен памятник, посвященный героям Гражданской войны 1918—1925 годов. На металлических табличках памятника были увековечены имена погибших красноармейцев. Памятник представлял собой фигуру красноармейца в будённовке и шинели со склонённой головой. В руке его была винтовка. Высота памятника составляла около 3,5 метров.
В 1970-х годов в Батайске перезахоронили останки воинов из нескольких могил, расположенных в городской черте, в братскую могилу в городском парке. Здесь, под двумя мраморными плитами покоятся тела 1044 воинов. В 1975 году здесь был создан мемориал Стена Памяти. На бетонной полукруглой стене мемориала установлены таблички с именами воинов, погибших за освобождение города в разные годы.
С 1975 года на мемориале стоял почётный караул школьников батайских школ. Забытая в годы перестройки, традиция почётного караула возродилась в 2005 году. 9 мая 1975 года на мемориале был зажжён вечный огонь в виде углублённой в землю прямоугольной плиты.
В 2005 году на мемориале была создана аллея Славы, по сторонам которой были установлены бюсты Героев Советского Союза Лупырева И. П., Котова А. А., Богданенко В. А., Иноземцева Г. А., Леонова Н. И., Половинко П. А., Героев России Першикова В. А. и Гречаника В. П., полного кавалера ордена Славы Кальченко Н. К. Перед стеной памяти установлена скульптурная композиция. На ней представлена скульптура сидящего на плите ветерана войны и палочкой, рядом с ним находится скульптура стоящего мальчика, который держит в руке фуражку ветерана.
Автором мемориала Стена Памяти был скульптор, заслуженный художник РФ (2004) Анатолий Андреевич Скнарин. В настоящее время мемориал включает в себя Братскую могилу с Вечным огнём, Аллею Славы, Стену Памяти. У мемориала в праздники проходят митинги горожан, возлагаются цветы на братской могиле.